# Barron River
Pour les articles homonymes, voir Barron.
Le Barron River est un fleuve du nord du Queensland en Australie.

## Géographie
Il a une longueur de 165 km et draine un bassin de 2 300 km2 de superficie.
Il prend sa source près du mont Hypipamee, à l'est d'Atherton, à 1 200 mètres d'altitude. Il coule d'abord vers le nord sur le plateau d'Atherton avant de tourner vers l'est pour avoir des chutes de 230 mètres de haut (16° 49′ 56″ S, 145° 38′ 35″ E), avant de former un delta et se jeter dans l'océan Pacifique.
le train de Kuranda dessert les chutes.
Un barrage artificiel situé sur le fleuve a submergé l'ancienne ville de Tinaroo et a créé le lac Tinaroo.

## Histoire
Le nom aborigène de la rivière est la Bibhoora.
Elle a été explorée par James Venture Mulligan en 1874.
Son nom actuel vient du chef de la police de Brisbane en 1875 : T.H. Barron et lui fut attribué par deux de ses subordonnés, Johnstone et Douglas.